# Catocala chiquita
Catocala chiquita är en fjärilsart som beskrevs av Bartsch. 1916. Catocala chiquita ingår i släktet Catocala och familjen nattflyn. Inga underarter finns listade i Catalogue of Life.